# Bodensee-Museum
Das Bodensee-Museum war ein Museum für die Geschichte und Naturkunde des Bodenseeraumes, das von 1869 bis 1944 in Friedrichshafen bestand und zuerst vom Verein für Geschichte des Bodensees und seiner Umgebung, von 1927 an von der Stadt Friedrichshafen getragen wurde.

## Geschichte der Sammlung

### 1869 bis 1879
Im Oktober 1868 gründeten Geschichtsfreunde aus den damals fünf Anrainerstaaten des Bodensees den Verein für Geschichte des Bodensees und seiner Umgebung, unter ihnen Hans von und zu Aufseß, der Gründer des Germanischen Nationalmuseums in Nürnberg. 1869 begannen die Aktiven des Vereins mit dem Aufbau einer Sammlung von Altertümern und naturkundlichen Gegenständen aller Art, die in einem Bezug zum Bodensee und seinen Uferlandschaften standen. Die Sammlung wurde in einer Etagenwohnung in der Kronenstraße 201 (später Karlstraße 9) gezeigt, für deren Miete König Karl von Württemberg aufkam; sie hatte drei Schwerpunkte: erstens eine historisch-geographische Abteilung mit Landkarten, Stadtplänen, Bildern und Fotografien, Wappen und Siegeln, Münzen und Urkunden vom Bodensee; zweitens eine archäologische Abteilung mit Funden aus den jungsteinzeitlichen und bronzezeitlichen Pfahlbaustationen am Überlinger See und drittens eine geologische Abteilung mit Gesteinsproben aus Oberschwaben.

### 1879 bis 1912
Im Sommer 1879 bezog die Sammlung das Erdgeschoss des ehemaligen Hotels Bellevue (Friedrichstraße 65). Aus dieser Zeit stammt die erste genauere Beschreibung ihrer Aufstellung. Die vorgeschichtliche Abteilung war nun um altsteinzeitliche Funde aus dem Kesslerloch, jungsteinzeitliche Funde aus Schussenried und ein hölzernes Scheibenrad aus einem Torfstich bei Aulendorf erweitert. Zur Gesteinssammlung kamen Versteinerungen aus Öhningen, als weitere Naturalien ausgestopfte Vögel, Muschelschalen, ausgestopfte und in Weingeist eingelegte Fische und Schmetterlinge. An Kunstobjekten sind Ölgemälde, Glasgemälde, und Plastiken genannt, an Alltagsgegenständen Bodenfliesen, Backmodel, Kleidungsstücke, Waffen und Münzen. Einer der verantwortlichen Vereinsfunktionäre, der Konstanzer Apotheker und Museumsgründer Ludwig Leiner, kritisierte die Ausstellung als unsystematisches und wenig ansprechend präsentiertes Durcheinander. Trotzdem scheint das Museum zahlreiche Besucher angezogen zu haben, wozu der beginnende Bodensee-Tourismus beitrug.

### 1912 bis 1944
Der Lindauer Bürgermeister Heinrich Schützinger setzte sich seit 1906 als Vereinspräsident für eine grundlegende Erneuerung des Museums ein und warb bei den politischen Entscheidungsträgern in Bayern, Württemberg und Baden für das Vorhaben. Der Friedrichshafener Stadtschultheiß Adolf Mayer stellte Räume im ehemaligen Kameralamt (oder „Kreuzlinger Hof“), einem mächtigen, 1735 als Zehntscheuer errichteten Gebäude an der Ecke Karlstraße-Schanzstraße zur Verfügung, an deren Renovierung sich die Stadt Friedrichshafen beteiligte; die Miete übernahm König Wilhelm II. von Württemberg. Vielfältige Unterstützung leisteten die Mitglieder des Vereins: Der Ravensburger Fabrikant und Geologe Friedrich Krauß ordnete und ergänzte die Gesteinssammlung; der Konstanzer Kommerzienrat Gustav Prym unterstützte mit Spenden und Krediten den Ankauf von Exponaten; Graf Ferdinand von Zeppelin steuerte Erinnerungsstücke aus den Anfangszeiten des Luftschiffbaus bei. Den Umbau leitete der Architekt Georg Baumeister, der zuvor den Neubau des Vorarlberger Landesmuseums in Bregenz geplant hatte.
Am 8. Juli 1912 wurde das neue Bodensee-Museum in Gegenwart König Wilhelms II. von Württemberg eröffnet. Im Erdgeschoss wurden das Modell eines Pfahlbaudorfs sowie Gegenstände aus den Pfahlbauten und von römerzeitlichen Fundplätzen gezeigt, im ersten Obergeschoss eine Waffensammlung, frühneuzeitliche Kunstwerke, die Naturalien (Tierpräparate, Gesteine und Versteinerungen), das Zeppelinzimmer mit Teilen des ersten Zeppelin-Luftschiffs, dem Modell einer schwimmenden Zeppelinwerft sowie diesbezüglichen Bildern von Erwin Emerich und Zeno Diemer, Trachten und liturgische Gewänder, Steinmetzarbeiten, eine renaissancezeitliche Bürgerstube, Urkunden, Siegel und Münzen, Zinngeschirr, Bilder und Gegenstände aus der Anfangszeit der Dampfschifffahrt. Im zweiten Obergeschoss kamen die Landkartensammlung und die Bibliothek des Vereins unter.
Der Erste Weltkrieg und seine Folgen verhinderten die weitere Entwicklung des Museums. Die Betreuung erfolgte durch einen Diener, dessen Entlohnung darin bestand, dass er im Haus wohnen und einen Teil der Eintrittsgelder behalten durfte. Für Ankäufe oder eine professionelle Museumsarbeit fehlten dem Verein die Mittel, zumal nach dem Verlust seines Vermögens in der Inflationszeit. Der bekannte Überlinger Restaurator Victor Mezger der Ältere, der den Bodensee-Geschichtsverein in der Zwischenkriegszeit führte, betrieb darum den Verkauf der Sammlung an die Stadt Friedrichshafen, die es vom 12. Januar 1927 an als „Städtisches Museum“ weiterführte. Beim alliierten Luftangriff auf Friedrichshafen am 28. April 1944 verbrannten das Haus und die Sammlung vollständig.

## Wirkung
Die Möglichkeiten des weitgehend von ehrenamtlicher Arbeit getragenen Bodensee-Museums waren stets begrenzt. Trotzdem muss es zeitweilig gut den Erwartungen seiner Besucher entsprochen haben. In den Anfangsjahren beeinflusste es den Aufbau städtischer Sammlungen am Bodensee, die von führenden Mitgliedern des Bodensee-Geschichtsvereins eingerichtet wurden: das Konstanzer Rosgartenmuseum (1870) durch Ludwig Leiner, die Sammlung Überlinger Altertümer (städtisches Museum im Reichlin-von-Meldegg-Haus seit 1913) durch Theodor Lachmann, die Sammlung des Lindauer Museumsvereins (Stadtmuseum Lindau seit 1930) durch Gustav Reinwald. Nach dem Zweiten Weltkrieg knüpften das Städtische Bodensee-Museum Friedrichshafen (1957) und das Zeppelin Museum Friedrichshafen (1996) an die Tradition des Bodensee-Museums an.

## Die Kustoden
- 1869–1876: Hermann Haas, Hauptzollverwalter, Friedrichshafen
- 1877–1879: Ferdinand Zuppinger, Fabrikant, Friedrichshafen
- 1880–1885: Hermann Lanz, Kaufmann, Friedrichshafen
- 1885–1903: Gustav Breunlin, Kaufmann, Friedrichshafen
- 1903–1919: Carl Breunlin, Kaufmann, Friedrichshafen
- 1920–1927: Wilhelm Friedrich Laur, Architekt, Landeskonservator für Hohenzollern, Friedrichshafen